# Gabriel Gama da Silva
Gabriel Gama da Silva (* 14. Mai 2003), auch bekannt als Gabriel Gama, ist ein brasilianischer Fußballspieler.

## Karriere
Gabriel Gama erlernte das Fußballspielen in den brasilianischen Jugendmannschaften von Cruzeiro Belo Horizonte, GD São-Carlense, EC Santo André und Catanduva FC. Im März 2024 unterschrieb er einen Vertrag beim Brunei DPMM FC. Der Verein aus Brunei spielt in der ersten singapurischen Liga, der Singapore Premier League. Sein Erstligadebüt gab Gama am 12. Mai 2024 (1. Spieltag) im Auswärtsspiel gegen die Young Lions. Hier stand er in der Startelf und wurde in der 89. Minute gegen Hanif Hamir ausgewechselt. In seiner ersten Profisaison bestritt er 29 Erstligaspiele sowie sechs Pokalspiele.